# 科索沃签证政策
科索沃的簽證政策是決定不同的國家在進入科索沃前需要符合的入境要求，以不同的簽證待遇決定有關外國公民在科索沃逗留的期限和權利。

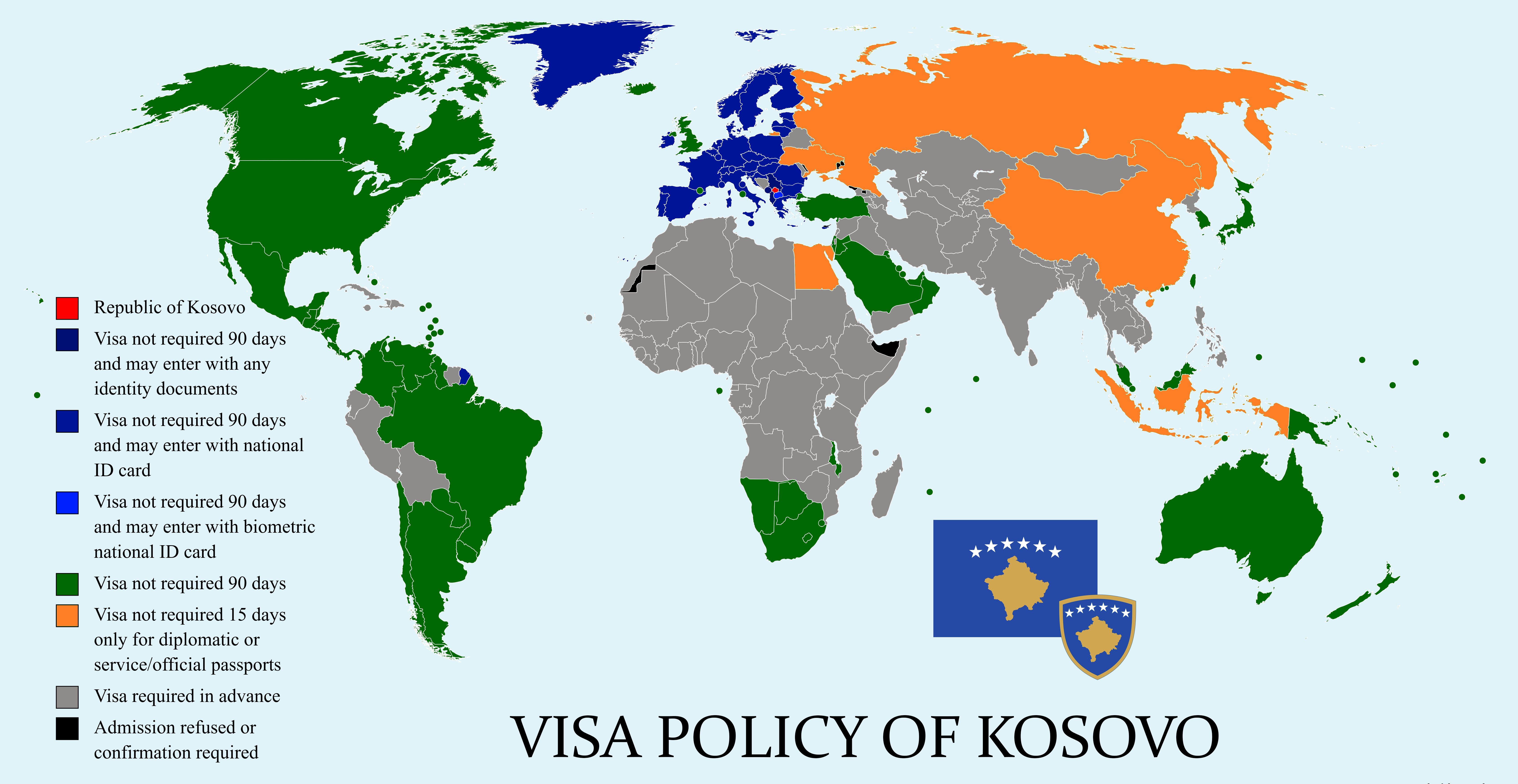
科索沃签证政策

## 免签证
由2013年7月1日起，下列国家及地區的公民可持普通护照免签证進入科索沃，停留期限最長為6个月內的90天：
| - 欧盟公民1 - 阿尔巴尼亚2 - 安道尔 - 安地卡及巴布達 - 阿根廷 - 巴哈马 - 巴林 - 巴西 - 加拿大 - 智利 - 哥伦比亚 - 多米尼克 - 薩爾瓦多 - 斐济 - 格瑞那達 - 香港 - 冰島 - 以色列 | - 日本 - 约旦 - 基里巴斯 - 科威特 - 賴索托 - 列支敦斯登1 - 澳門 - 马拉维 - 马来西亚 - 馬爾地夫 - 马绍尔群岛 - 模里西斯 - 墨西哥 - 密克羅尼西亞聯邦 - 摩納哥1 - 蒙特內哥羅2 - 纳米比亚 - 瑙鲁 - 新西兰 - 尼加拉瓜 - 北馬其頓3 - 挪威 - 阿曼 - 帛琉 - 巴拿马 - 巴拉圭 | - 萨摩亚 - 圣马力诺1 - 聖多美和普林西比 - 沙烏地阿拉伯 - 塞爾維亞2 - 塞舌尔 - 新加坡 - 所罗门群岛 - 南非 - 圣基茨和尼维斯 - 圣卢西亚 - 瑞士1 - 臺灣 - 东帝汶 - 千里達及托巴哥 - 土耳其 - 美国 - 阿联酋 - 乌拉圭 - 梵蒂冈 - 委內瑞拉 |  |

1 - 可使用身份證入境

2 - 可使用任何證明國籍的文件入境

3 - 可使用帶生物識別身份證入境

此外，任何國家的公民持有有效的多次申根簽證或申根國家有效的帶有生物特徵居留許可，可以停留15天。

### 外交和公务护照
以下國家的外交或公务护照持有人可無需申請签证進入科索沃15天：
- 中國
- 埃及
- 印度尼西亞
- 俄羅斯
- 乌克兰

同时，持有聯合國通行證的人士，可不受出入境逗留限制進入科索沃开展工作。

## 参看
- 科索沃公民签证要求

## 外部連結
- 科索沃外交部 外國公民的簽證 （页面存档备份，存于）